# مایک کوک (بازیکن فوتبال)
مایک کوک (انگلیسی: Mike Cook؛ زادهٔ ۱۸ اکتبر ۱۹۶۸) بازیکن فوتبال اهل بریتانیا است.
از باشگاه‌هایی که در آن بازی کرده‌است می‌توان به باشگاه فوتبال کمبریج یونایتد، باشگاه فوتبال یورک سیتی، باشگاه فوتبال ولورهمپتون واندررز، باشگاه فوتبال کوربی تاون، باشگاه فوتبال کاونتری سیتی، و باشگاه فوتبال وایکام واندررز اشاره کرد.